# إياد أبو عبيد
إياد أبو عبيد (بالعبرية: איאד אבו עביד‏)، (تاريخ الميلاد،31 ديسمبر 1994)، هو لاعب كرة قدم عربي إسرائيلي يلعب مع هابوعيل تل أبيب في الدوري الإسرائيلي الممتاز.
ظهر أبو عبيد لأول مرة مع نتانيا في 12 أغسطس 2014 في مباراة كأس توتو ضد مكابي تل أبيب. منذ ذلك الحين أصبح لاعبا منتظما من اللاعبين اللاساسيين.
في 25 يونيو 2016، وقع عقدًا لمدة ثلاث سنوات مع مكابي حيفا لعب خلاله 16 مباراة.
في 8 يونيو 2017، وقع أبو عبيد عقدًا مع هبوعيل إيروني كريات شمونة.
بدأ مسيرته في 12آب سنة 2014، شاركً في مباراة انتهت بالتعادل (0-0) ضد "مكابي تل أبيب" في "كأس توتو".(2)

## أهمّ إنجازاته
في 25 حزيران 2016، وقّع عقدًا لمدّة ثلاث سنوات معَ "مكابي حيفا" لعبَ خلاله 16 مباراة.
في 8 حزيران 2017، وقّع عقدًا مع "هبوعيل إيروني" "كريات شمونة".

## ظهوره في الدّوري الانجليزي حسب ترتيب السّنوات
في 23 من شهر "كانون الأوّل" سنة 2014 ، ظهر لأول مرّة في الدّوري الإنجليزي الممتاز ، عندما بدأ في تشكيل الفريق أمام "هابوعيل تل أبيب" على ملعب "بلومفيلد".
في 14 آذار سنة  2015 ، سجل هدفًا في الدّوري الإنجليزي الممتاز ، في الفوز (2-3) خارج الأرض على إم إس أشدود، رغم أنه لعب في سن المراهقة كمدافع ، في موسمه الأول من مسيرته ، لعب في الغالب كمدافع أيمن ، وفي المجموع ، شارك في 31 مباراة مع مكابي نتانيا بجميع الأشكال.

## بطولاته
في 13 من "كانون الثّاني" سنة  2015 ، سجل هدفًا في مسيرته ، أمام "مكابي النّاصرة" في الجولة الثامنة من كأس الدولة.
في 1 آب سنة 2015 ، ظهر لأوّل مرّة في النادي ، عندما بدأ في تشكيل الفريق في "الديربي" ضد "مكابي تل أبيب" كجزء من "كأس توتو"، وفي الدّقيقة ال 49 من المباراة سجل هدفًا.

## توقيع العقود مع المُنتخبات المُختلفة
في 25 حزيران 2016 ، وقّع عقدًا لمدة ثلاث سنوات مع فريق "مكابي حيفا"، وشارك لأوّل مرّة في الدّوري بفوز (1-0) على "هبوعيل تل أبيب". شارك في 18 مباراة بجميع الأشكال في زيّ الفريق .
في 8 حزيران 2017 وقع مع فريق مدينة "كريات شمونة" ، وفي 2017/2018 قدّم 22 مباراة في الدّوري.

## انضمامه لمنتخب اسرائيل
في 27 أغسطس 2021 تمّ استدعاؤه لأوّل مرّة إلى منتخب اسرائيل من قبل المدرّب النّمساويّ "ويلي روثنشتاينر".

## روابط خارجية
- إياد أبو عبيد على موقع ناشيونال فوتبول تيمز (الإنجليزية)
- إياد أبو عبيد على موقع Soccerway.com (الإنجليزية)
- إياد أبو عبيد على موقع عالم كرة القدم.نت (الإنجليزية)